# 秋月辰一郎
秋月 辰一郎（あきづき たついちろう、1916年（大正5年）1月3日 - 2005年（平成17年）10月20日）は、日本の医師で、元長崎聖フランシスコ病院院長。長崎へ原爆が投下された当時、自らも被爆しながら、医師として負傷した被爆者の治療にあたった。また、医師のかたわら、原爆の証言の収集を長年に渡って行った。

## 来歴
- 1916年（大正5年）1月3日 - 長崎市万才町に誕生。
- 1933年（昭和8年）- 長崎県立長崎中学校卒業。
- 1936年（昭和11年）- 佐賀高等学校理科乙類卒業。
- 1940年（昭和15年）
  - 3月 - 京都帝国大学医学部卒業。
  - 6月 - 長崎医科大学（現・長崎大学医学部）物理的療法科の助手となり、当時部長で助教授の永井隆の下で研究を行う。
- 1941年（昭和16年）- 高原病院に勤務。
- 1944年（昭和19年）- 長崎浦上第一病院（現 聖フランシスコ病院）医長に就任。
- 1945年（昭和20年）8月9日 - 病院（爆心地から北東に1.4km）で勤務中に被爆[2]。負傷した被爆者の救護にあたる。
- 1949年（昭和24年）6月 - 長崎県北高来郡湯江町（現諫早市高来町）にて開業。
- 1951年（昭和26年）12月 - 湯江町立診療所に勤務。
- 1952年（昭和27年）4月 - 聖フランシスコ病院院長に就任。
- 1968年（昭和43年）11月 - 日本医師会最高優功賞を受賞。
- 1972年（昭和47年）
  - 4月 - 吉川英治文化賞を受賞。
  - 11月 - 長崎県民表彰を受ける。
- 1976年（昭和51年）4月 - 長崎市市政功労表賞を受賞。
- 1982年（昭和57年）- 国連軍縮特別総会に日本代表として出席[3]。
- 1985年（昭和60年）2月 - ローマ法王ヨハネ・パウロ2世より、聖シルベストロ教皇騎士団勲章を授与[4]。
- 1986年（昭和61年）1月 - 聖フランシスコ病院顧問に就任。
- 1994年（平成6年）5月 - 勲四等瑞宝章が授与。
- 1995年（平成7年）- 永井隆記念賞を受賞。
- 2005年（平成17年）10月20日 - 死去。

### その他
- 医者のかたわら、以下の役員も歴任している。
  - 長崎の証言の会代表委員
  - 原爆被爆者対策協議会
  - 原爆資料保存会
  - 原爆被災復元調査協議会役員

## 著書
- 「長崎原爆記 - 被爆医師の証言」
- 「死の同心円 - 長崎被爆医師の記録」
- 『体質と食物　健康への道』クリエー出版部、1980年

## モデルとなった映画
- 「NAGASAKI 1945 アンゼラスの鐘[5]」（長編アニメーション映画、虫プロダクション、2005年（平成17年））、被爆60周年の節目に製作された。

## 主張
- 玄米と味噌と塩を使って「塩辛い玄米のおにぎり」と「塩辛いカボチャの味噌汁」を作り、同病院の職員・患者たちに毎日、毎食与えたところ、原爆による症状（白血病、貧血ほか）が出なかった上、何十年もほとんどの人が原爆症を発症しなかったと秋月は著書で語っている[6]。マウスによる実験ではX線照射に対して小腸腺窩再生が増加した[7][8]が、人間に対する効果は確認されていない。同様にわかめ・油揚げ・豆腐の味噌汁の効用を説いている。

## 秋月平和賞
秋月平和賞は、生前の秋月辰一郎の平和貢献活動をたたえて長崎市の市民団体が2008年（平成20年）に創設した賞である。秋月平和賞は核兵器廃絶に貢献する活動をしている個人や団体に贈られ、2024年には15回目となった。